# Denise Benoît
Pour les articles homonymes, voir Benoît.
Ne doit pas être confondu avec Denyse Benoît.
Denise Benoît est une artiste lyrique, comédienne et chanteuse française, née le 10 septembre 1919 à Paris (15e arr.) et morte le 29 mai 1973 à Paris (20e arr.).

## Biographie

### Jeunesse et études
Denise Benoît grandit dans une famille de musiciens : sa mère, Léontine Benoît-Granier, est compositrice tandis que son père, Henri Benoît, est altiste, membre du quatuor Capet dans les années 1920. Elle étudie elle-même le violon. 

### Vie privée
Denise Benoît est la sœur du baryton Jean-Christophe Benoît (1925-2019) avec lequel elle s'est souvent produite en duo.

## Théâtre
- 1941 : Le Médecin malgré lui de Molière, mise en scène Jean Meyer, tournée : Jacqueline
- 1941-1942 : Les Pipeaux, spectacle de music-hall, Alhambra
- 1942 : Sixième Étage de Alfred Ghéri, théâtre Hébertot
- 1943 : Le Théâtre de monsieur Séraphin de Pierre-Jean Laspeyres, théâtre Hébertot
- 1944 : Sainte Cécile de Pierre Brasseur, théâtre de l'Œuvre
- 1944 : Une demande en mariage d'Anton Tchekhov (Le Spectacle des Alliés), mise en scène Jean Meyer, théâtre Pigalle
- 1945 : N'importe comment ! de Noël Coward / La Demande en mariage d'Anton Tchekhov (Le Spectacle des Alliés), mise en scène Jean Wall et Jean Meyer, théâtre Pigalle : Elena Krassiloff / Nathalia Stepanovna
- 1945 : La vie est belle de Marcel Achard, mise en scène Jean Meyer, théâtre de la Potinière
- 1946 : Auprès de ma blonde de Marcel Achard, mise en scène Pierre Fresnay, théâtre de la Michodière : Adrienne
- 1948 : Yerma de Federico García Lorca, mise en scène Maurice Jacquemont, studio des Champs-Élysées : Maria
- 1952 : Le Tartuffe de Molière, mise en scène Jean Anouilh, comédie des Champs-Elysées : Dorine
- 1952 : Labiche et les Vaudevillistes français, soirée conçue par Louis Ducreux, palais des beaux-arts de Bruxelles
- 1956 : Nouvelles têtes et bonnes manières, Les Trois Baudets
- 1958 : La Vie parisienne de Jacques Offenbach, mise en scène Jean-Louis Barrault, théâtre du Palais-Royal : Pauline
- 1960 : Le Tartuffe de Molière, mise en scène Roland Piétri, comédie des Champs-Élysées : Dorine
- 1960 : Le Songe du critique de Jean Anouilh, mise en scène de l'auteur, comédie des Champs-Élysées : la bonne
- 1960 : Le Médecin malgré lui de Charles Gounod, mise en scène Jean Meyer, Festival d'Aix-en-Provence : Jacqueline
- 1961 : Les Pupitres de Raymond Devos, mise en scène de l'auteur, théâtre Fontaine
- 1961 : Lavinia, opéra bouffe d'Henry Barraud, mise en scène Daniel Sorano, Festival d'Aix-en-Provence  : Pasqualina

- 1962 : Le Malade imaginaire de Molière, mise en scène Jean Meyer, théâtre du Palais-Royal

- 1964 : Les escargots meurent debout de Francis Blanche, mise en scène Jean Le Poulain, théâtre Fontaine : Mlle Goutte
- 1966 : Les Cloches de Corneville, opéra-comique de Robert Planquette, mise en scène Gérard Vergez, théâtre de la Région parisienne et tournée en Île-de-France
- 1967-1968 : La Courte Paille de Jean Meyer, mise en scène de l'auteur, théâtre de la Potinière puis tournées Jean Huberty (France, Belgique et Tunisie) : Gilberte Palabret
- 1968 : C'est malin ! de Fulbert Janin, mise en scène Michel Roux, théâtre des Ambassadeurs : Adrienne
- 1968 : Brève Rencontre de Noël Coward, mise en scène Jacques Mauclair, théâtre Saint-Georges : Myrtle Bagot
- 1969-1971 : Tchao ! de Marc-Gilbert Sauvajon, mise en scène Jacques-Henri Duval, théâtre Saint-Georges puis théâtre des Célestins et tournées Herbert-Karsenty : Mme Martinay
- 1973 : Le Tartuffe de Molière, mise en scène Jean Meyer, théâtre des Célestins, avec Jean Marais : Dorine

## Tours de chant
- 1953 : La Rose rouge
- janvier 1954 : L'Écluse
- mai 1954 : Les Trois Baudets
- juin 1954 : L'Écluse
- octobre 1954 : Chez Gilles
- janvier 1955 : Chez Gilles
- février 1955 : Les Trois Baudets
- juillet 1955 : Premier festival international de la chanson à Venise
- décembre 1955 : l'Ancienne Belgique (Bruxelles)
- 1962 : La Tête de l'art
- janvier 1963 : Concert Pacra
- octobre 1963 : Concert  Pacra
- août 1964 : Bayreuthiade, gala à Bayreuth

## Filmographie

### Cinéma
- 1943 : Je suis avec toi de Henri Decoin : Irma
- 1944 : L'aventure est au coin de la rue de Jacques Daniel-Norman : Jeanne
- 1945 : Seul dans la nuit de Christian Stengel
- 1945 : La Part de l'ombre de Jean Delannoy
- 1946 : La Foire aux chimères de Pierre Chenal
- 1947 : Les Petites Annonces matrimoniales (court métrage) de Claude Barma
- 1949 : Le Secret de Mayerling de Jean Delannoy : Anna Vetsera
- 1951 : Journal masculin (court métrage) de Claude Barma
- 1963 : L'Honorable Stanislas, agent secret de Jean-Charles Dudrumet (voix)
- 1964 : La Ronde de Roger Vadim : Yvette Guilbert
- 1966 : Le Caïd de Champignol de Jean Bastia : Juliette

### Télévision

#### Téléfilms et théâtre filmé
- 1945 : Une pièce de Courteline, réalisation  Claude Barma
- 1957 : Le Violon de l'orphéon de François Chatel
- 1960 : Le Médecin malgré lui de Molière, mise en scène Jean Meyer, réalisation Claude Loursais : Jacqueline
- 1962 : Le Tartuffe de Molière, mise en scène Jean Meyer : Dorine
- 1964 : Les Femmes savantes de Molière, mise en scène Jean Meyer : Martine
- 1966 : Le Miroir à trois faces : Rigoletto de Maurice Cazeneuve : Dame Bérarde / Giovanna
- 1966 : Orion le tueur de Georges Folgoas : Nounou
- 1966 : Les affaires sont les affaires d'Octave Mirbeau, réalisation Gilbert Pineau : Mme Isidore Lechat
- 1969 : Au théâtre ce soir : La Courte Paille de Jean Meyer, mise en scène Jacques-Henri Duval, réalisation Pierre Sabbagh, théâtre Marigny : Gilberte
- 1969 : Les Empaillés de Alberto Cavalcanti : la cliente

- 1970 : L'Oisillon du paradis de Yves Jamiaque
- 1970 : Au théâtre ce soir : Jupiter de Robert Boissy, mise en scène Jacques-Henri Duval, réalisation Pierre Sabbagh, théâtre Marigny : Clémence
- 1970 : Tête d'horloge de Jean-Paul Sassy : Amèlie
- 1970 : Le Fauteuil hanté de Pierre Bureau : Mme Lalouette
- 1973 : La Vie rêvée de Vincent Scotto de Jean-Christophe Averty : Lauthenay

- 1973 : La Poule aux oeufs d'or de Jean Bescont : Plume la poule (voix)

#### Séries télévisées
- 1963 : Médard et Barnabé de Raymond Bailly
- 1963 : Treize contes de Maupassant, épisode La Confession de Théodule Sabot de Carlo Rim

- 1964 : Picolo et Piccolette de Jean Image : Piccolette (voix)
- 1966 : Kiri le clown de Jean Image : Laura / Pip'lett (voix)
- 1968 : Le Tribunal de l'impossible, épisode 3 : Les Rencontres du Trianon ou la Dernière Rose de Roger Kahane : Miss Pinkleton
- 1969 : Café du square de Louis Daquin : Berthe
- 1971 : Le Cabaret de l'histoire, épisode Versailles, carrefour de l'histoire d'Alexandre Tarta
- 1973 : La Porteuse de pain de Marcel Camus
- 1973 : Graine d'ortie d'Yves Allégret : Mme Chanule

#### Émissions de variétés
- 1960 : Les Joies de la vie de Raymond Devos de Guy Lessertisseur
- 1962 : Mardi gras : Soirée de têtes
- 1964 : Bayreuthiade, gala musical à Bayreuth

## Radio
- 1950-1951 : Le Journal officieux, émission de Louis Ducreux
- 1951 : Le Carnaval des chansons, émission de Henri Kubnick
- 1953 : Contrepoisons, émission de Louis Ducreux et Frédéric Grendel
- 1953 : Musée de la nouveauté, émission de Pierre Lagarde
- 1955 : Ariane, opéra de chambre de Georges Delerue sur un livret de Michel Polac
- 1961 : Le Piège de Méduse, comédie lyrique en un acte et sept petites danses de Erik Satie interprétée dans l'émission Mémoires d'un amnésique de Roland Bacri
- 1962 : La Gazette des Français, émission de Claude Dupont
- 1967 : La Petite Fonctionnaire, comédie musicale en trois actes de André Messager

## Discographie
Denise Benoît est à le tête d'une importante discographie, que ce soit en chansons, opérettes, comédies musicales et pièces de théâtre.